# Špičák (zub)

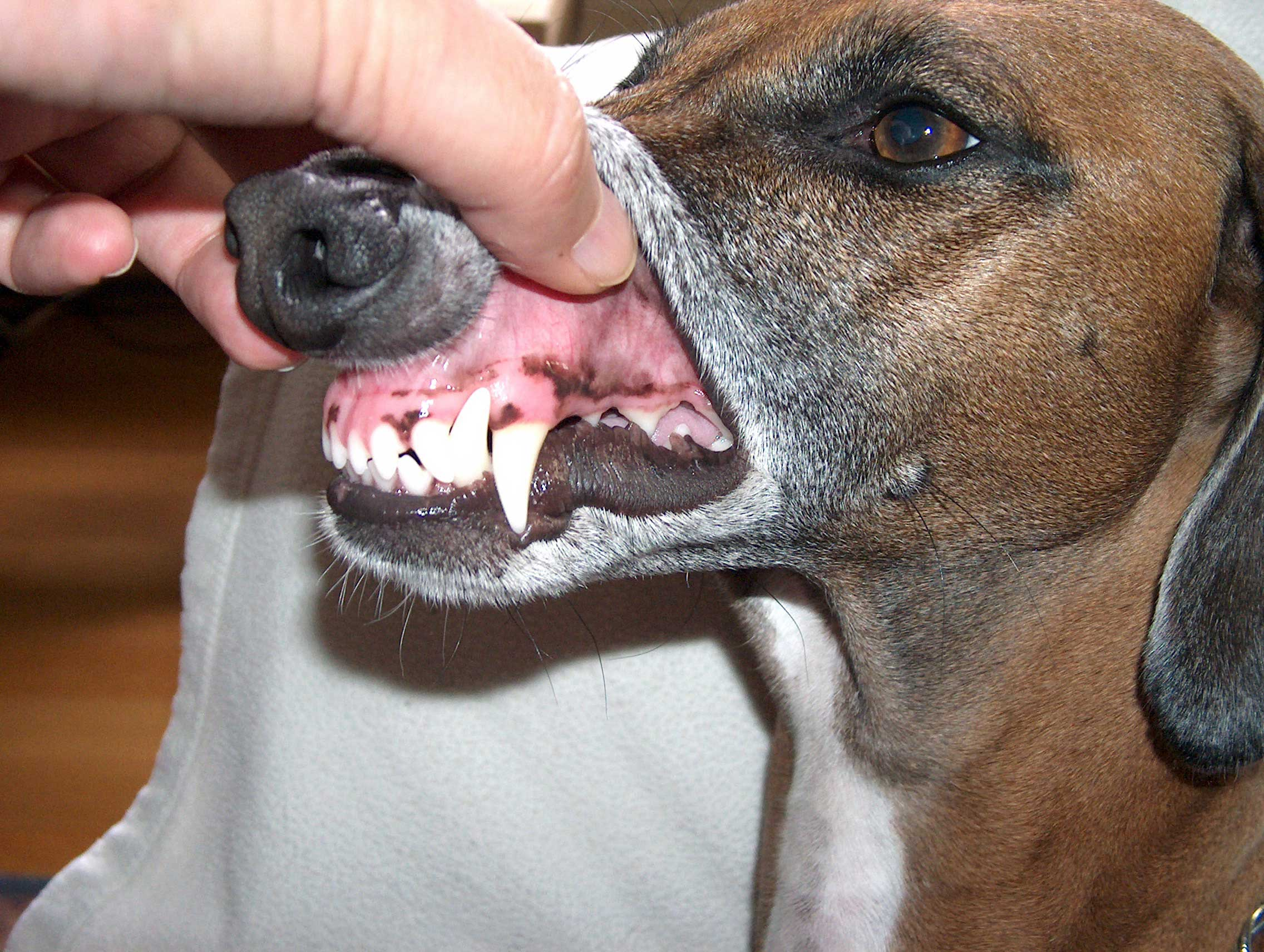
Psí špičáky

Špičák (latinsky dens caninus dle podobnosti se zuby psa – canis je latinsky pes) je jeden z typů zubu.

## Lidské špičáky
Tento zub je nejmohutnějším v lidských ústech. V lidských ústech jsou čtyři špičáky, dva dolní a dva horní. Prominují na hranici mezi frontálním úsekem, kde jsou řezáky (dentes incisivi), a distálním úsekem tvořeným premoláry (třenové zuby) a moláry (stoličky).
Horní špičák má tvar kosočtverce postaveného na jednom z vrcholů. Žvýkací hrana má kratší meziální svah a delší distální svah. Zub je celý odchýlen od roviny okluze zhruba 30°. Korunka zubu je vestibulárně vypouklá, může být patrný silný val ve střední třetině korunky, táhnoucí se již od kořene až ke žvýkací hraně. Palatinální ploška je dutá s navalitými okraji, někdy je přítomen malý hrbolek, tuberculum. Špičák má velmi dlouhý kořen, okolo 26 mm, patří tak mezi nejpevnější zuby a řadí se do protetické třídy 1. (dle Voldřicha) spolu s moláry. Dřeňová dutina kopíruje tvar korunky zubu, je kosočtverečná a vybíhá většinou v jeden oválný, elipsovitý kořenový kanálek.
Dolní špičák je podobný špičáku hornímu, ale jeho korunka je protáhlejší a užší; meziální svah žvýkací hrany je opět kratší a distální delší. Vestibulárně je korunka vypouklá s valem ve střední třetině, lingválně dutá s nepatrnými navalitými okraji. Špičák dolní čelisti stojí kolmo na rovinu okluze a neodchyluje se od ní. Kořen dolního špičáku je o něco kratší, okolo 23 mm, ovšem řadíme ho také do 1. protetické třídy (dle Voldřicha). Dřeňová dutina opět kopíruje tvar korunky, vybíhá v jeden, někdy dva kruhovité kořenové kanálky.
Mastikační (žvýkací) funkce špičáku spočívá v utržení tuhé stravy. Dále se špičák spolu s ostatními zuby podílí na fonaci, tvorbě řeči. Nedílnou funkcí je estetika – rotovaný, zbarvený či chybějící špičák ve frontálním úseku je při prvním pohledu na usmívající se obličej okamžitě patrný.